# Violeta Giménez
Violeta Giménez Niñoles (Alicante, 12 de septiembre de 1978) es una ex gimnasta rítmica y acrobática española que compitió en la selección nacional de gimnasia rítmica de España. En la actualidad es directora del Club de Gimnasia Acrobática Dinamic de Manises (Valencia).

## Biografía deportiva

### Inicios

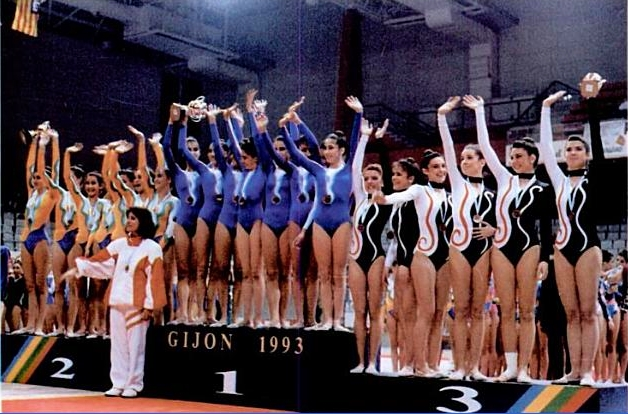
Club Atlético Montemar (izqda.) en el podio de 1ª categoría del Campeonato de España de Conjuntos en Gijón (1993).

Se inició en la gimnasia rítmica con 5 años en las escuelas deportivas municipales de San Juan de Alicante. Con 7 años pasó al Club CEU Jesús María de Alicante, y en 1993, al Club Atlético Montemar. En 1992 fue sexta en el Campeonato de España de Conjuntos en categoría júnior con el ejercicio de 6 aros integrando el Club CEU Jesús María. En 1993, ya en el Montemar, fue quinta en categoría juvenil individual en el Campeonato de España Individual «B» de Valencia, y en diciembre de ese mismo año logró la medalla de plata en la general y dos medallas de oro en las finales por aparatos (la de 6 cuerdas y la de 4 aros y 4 mazas) con el conjunto de primera categoría en el Campeonato de España de Conjuntos, celebrado en Gijón. Este conjunto montemarino estaba integrado por Violeta, Marta Baldó, Noelia Fernández (capitana), Estela Giménez, Peligros Piñero, Jéssica Salido y Montserrat Soria, algunas de las cuales fueron componentes de la selección española.

### Etapa en la selección nacional de gimnasia rítmica

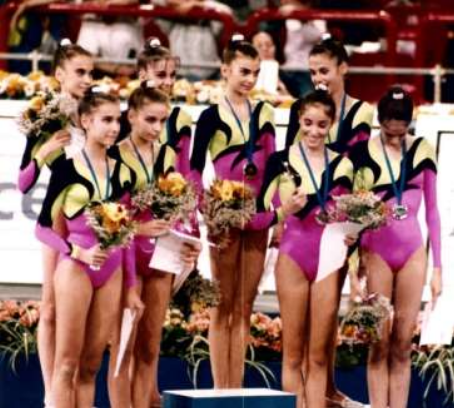
Violeta (abajo a la izqda.) con la plata en el podio de la general del Mundial de París (1994).

En 1994 fue escogida por la seleccionadora Emilia Boneva junto a su amiga Estela Giménez para entrar en la selección nacional de gimnasia rítmica de España en la modalidad de conjuntos, en la que permaneció todo el año. Durante este tiempo convivió con el resto de las componentes del equipo en un chalet en Canillejas y entrenó en el Gimnasio Moscardó una media de 8 horas diarias a las órdenes de la propia Emilia Boneva y de María Fernández Ostolaza.
Para ese año 1994, los dos ejercicios del conjunto fueron el de 6 cuerdas, donde se usó como música la banda sonora de The Addams Family, compuesta por Marc Shaiman, y el de 4 aros y 4 mazas, que empleó el tema «Furia española». En octubre de 1994, aunque como gimnasta suplente en los dos ejercicios, participó por primera vez en una competición internacional, al disputar el Campeonato del Mundo de París, logrando la medalla de plata en el concurso general y dos medallas de bronce en la competición de 6 cuerdas y 4 aros y 4 mazas de dicho evento. En los dos primeros días de competición tuvo lugar el concurso general, en el que el conjunto español obtuvo una puntuación total de 38,700, unas 225 milésimas menos que el conjunto de Rusia, tras haber logrado una nota de 19,350 en cada uno de los dos ejercicios. En las dos finales por aparatos, disputadas el último día, el combinado español consiguió sendos terceros puestos, siendo superado por Rusia y Bulgaria. En la final de 6 cuerdas obtuvo una puntuación de 19,400 y en la final de 4 aros y 4 mazas una nota de 19,325. El conjunto español de gimnasia rítmica de ese año estaba integrado también por las gimnastas Marta Baldó, Lorena Barbadillo, Paula Cabo, Estela Giménez, Regina Guati y Amaia Uriondo, con María Pardo también como suplente. Además, aunque no fueron convocadas ese año, se encontraban en el conjunto Maider Esparza y Lucía Fernández Haro. A final de temporada se retiraron la mayoría de ellas.
Tras dejar el equipo nacional, Violeta se retiró temporalmente después de proclamarse en diciembre de 1994 campeona de España en Gijón con el conjunto de primera categoría del Club Atlético Montemar. Este conjunto montemarino estaba integrado por Violeta, Noelia Fernández, Verónica Lillo, Jéssica Salido, Patricia Simón y Marina Zaragoza. En 1995 volvió a entrenar y en diciembre de 1996 compitió por última vez proclamándose campeona de España con el conjunto sénior del Montemar.

### Etapa como gimnasta acrobática y dirección del Club Dinamic
Se retiró de la gimnasia rítmica definitivamente en diciembre de 1996. Posteriormente comenzó a practicar gimnasia acrobática, disciplina que conoció mientras cursaba la licenciatura de Educación Física en Valencia. En 2004 y 2005 fue campeona de España en parejas mixtas de gimnasia acrobática, y compitió en algunos torneos internacionales amistosos interclubes. También creó junto a varias personas la asociación de tiempo libre «Vivevaleke», donde empezó a realizar espectáculos, pasacalles y talleres.
En 2006 fue la fundadora del Club de Gimnasia Acrobática Dinamic de Mislata, aunque desde septiembre de 2010 tienen su sede en Manises (Valencia). Desde su fundación, es directora del club, siendo además coordinadora del equipo de entrenadores de competición. El club ha obtenido buenos resultados y numerosos triunfos en campeonatos nacionales, llegando algunos de sus gimnastas a participar en Europeos y Mundiales, y logrando un bronce en pareja masculina en una Copa del Mundo. Además, Dinamic se dedica también a producir espectáculos y eventos de diversa índole, alguno de los cuales con Violeta como integrante. En enero de 2012, Dinamic ganó la decimocuarta edición del programa Tú sí que vales de Telecinco con un espectáculo acrobático grupal en el que participó ella misma. Con motivo de esa consecución, el club recibió un premio de 30.000 euros y un contrato para trabajar en el espectáculo The Hole en Madrid durante febrero de ese año. Desde 2014 y como parte de la compañía Cirque des Sens, Dinamic desarrolla el espectáculo Aihua, realizando giras por toda España con el mismo.
Para 2016, Violeta es además miembro de la Comisión Técnica de Gimnasia Acrobática de la Real Federación Española de Gimnasia.

## Música de los ejercicios
| Año  | Aparatos                               | Música                                                         |
| ---- | -------------------------------------- | -------------------------------------------------------------- |
| 1994 | 6 cuerdas                              | Banda sonora de The Addams Family, compuesta por Marc Shaiman. |
| 1994 | 4 aros y 4 mazas                       | «Furia española».                                              |
| 1994 | Ejercicio de exhibición (Manos libres) | «Chica ye ye», compuesta por Augusto Algueró.                  |

## Palmarés deportivo

### A nivel de club
| 1992 - Campeonato de España de Conjuntos en Málaga (con el Club CEU Jesús María) 6º puesto en concurso general (categoría júnior) 1993 - Campeonato de España Individual «B» en Valencia (con el Club Montemar) 5º puesto en concurso general (categoría juvenil) - Campeonato de España de Conjuntos en Gijón Plata en concurso general (primera categoría) Oro en 6 cuerdas Oro en 4 aros y 4 mazas | 1994 - Campeonato de España de Conjuntos en Gijón Oro en concurso general (primera categoría) 1996 - Campeonato de España de Conjuntos en Alicante Oro en concurso general (categoría sénior) |

### Selección española
| 1994 - Austria Cup* Oro en concurso general - International Group Masters Hannover* Bronce en concurso general - Campeonato del Mundo de París* Plata en concurso general Bronce en 6 cuerdas Bronce en 4 aros y 4 mazas |

*Como suplente del equipo en ambos ejercicios